# 印尼鈴木汽車
印尼鈴木汽車公司（英語：PT. Suzuki Indomobil Motor，簡稱「SIM」）乃是日本鈴木公司控股90%，在印度尼西亞霹靂州淡汶建立的汽車製造組裝工廠。

## 沿革與概要
該公司的前身為「印多汽車鈴木國際公司（IndoMobil Suzuki International）」，由印尼當地第二大的汽車製造商印多汽車與鈴木公司合資而成，總部設立於雅加達、工廠設於霹靂州勿加泗，直到2008年才改為現名。2010年10月鈴木公司將摩托車設備自泰國搬遷過來，著眼於當地具有潛在的消費能力，於西爪哇省設置新工廠。該公司所製造的汽、機車產品除了就近供應東協國家市場外，也外銷廉價入門汽車到巴基斯坦等國家。

## 內部連結
- 鈴木公司

## 外部連結
- （印尼文）官方網站 （页面存档备份，存于）